# (100168) 1993 UN4
(100168) 1993 UN4 es un asteroide perteneciente al cinturón de asteroides, descubierto el 20 de octubre de 1993 por Eric Walter Elst desde el Observatorio de La Silla, Chile.